# Okrug Myjava
Okrug Myjava (slovački: Okres Myjava) nalazi se u zapadnoj Slovačkoj u  Trenčínskom kraju, u okrugu živi 25 013 stanovnika, dok je gustoća naseljenosti 76,39 stan/km². Ukupna površina okruga je 327,42 km². Glavni grad okruga Myjava je istoimeni grad Myjava.

## Stanovništvo
| Godina:     | 1993.  | 2003.   | 2013.   | 2023.   |
| ----------- | ------ | ------- | ------- | ------- |
| Broj ljudi: | 30 059 | 28 725  | 27 229  | 25 013  |
| Razlika:    |        | -4,43 % | -5,20 % | -8,13 % |

| Godina:     | 2022.  | 2023.   |
| ----------- | ------ | ------- |
| Broj ljudi: | 25 193 | 25 013  |
| Razlika:    |        | -0,71 % |

## Gradovi
- Brezová pod Bradlom
- Myjava

## Općine
- Brestovec
- Bukovec
- Hrašné
- Chvojnica
- Jablonka
- Kostolné
- Košariská
- Krajné
- Podkylava
- Polianka
- Poriadie
- Priepasné
- Rudník
- Stará Myjava
- Vrbovce

## Vanjske poveznice
- Informacije o okrugu Myjava

### Ostali projekti
|  | Zajednički poslužitelj ima još gradiva o temi Myjava |